# Gustav Gisevius
Gustaw Herman Marcin Gizewiusz, též Gisevius či Giżycki (21. května 1810, Pisz – 7. května 1848, Ostróda) byl pastorem evangelických Poláků v pruském Mazovsku. Ač Němec, zasazoval se za právo Poláků na vlastní řeč v Prusku; rozvinul v tomto ohledu rozsáhlou publicistickou činnost. V roce 1848 vydal polský zpěvník.
Byl ženat s Rebekou Giseviusovou.
Na jeho počest bylo roku 1946 město Łuczany přejmenováno na Giżycko.